# Як приборкати дракона 2
«Як приборкати дракона 2» (англ. How to Train Your Dragon 2) — американський повнометражний анімаційний фільм, виробництва студії «DreamWorks Animation», що вийшов 2014 року. Картина є сиквелом фільму «Як приборкати дракона» (2010) і другою частиною трилогії, на основі серії книг «Як приборкати дракона» британської дитячої письменниці Крессиди Ковелл.

## Сюжет
Відтоді, як на острові Туп запанував мир між вікінгами і драконами, минуло 5 років. Улюбленою розвагою племені стали «Драконячі перегони» з вівцями. Гикавка досліджує навколишній світ і складає карту. Після чергового турніру «Драконячих перегонів», Астрід приєднується до Гикавки і він зізнається їй, що батько хоче, аби хлопець став вождем племені. Після розмови вони підлітають до заледенілого поселення, де натрапляють на корабель під командуванням мисливця на драконів на ймення Ерет, який захоплює і постачає драконів завойовникові Драго Кровожеру.
Мета Драго — підкорити собі усіх драконів, а потім і весь світ. Гикавка хоче переконати Драго припинити війну і, роздумуючи, летить з Беззубиком вище хмар. Несподівано вони зустрічають загадкового наїзника на великому драконі і у масці. Той приводить Гикавку до крижаної печери, що стала притулком для невідомих йому раніше видів драконів. За маскою загадкового наїзника виявилася давно втрачена мати Гикавки — Валка. У печері Гикавка дізнається, що всі дракони підкоряються королю драконів — Альфі, який може всіма ними керувати. На відміну від будь-якого іншого дракона, з яким стикався Гикавка, Альфа має здатність стріляти і дихати льодом замість вогню.
Батько Гикавки, Стоїк, вистежує сина в цій печері і прагне повернути його на Туп. Але зустрічає свою дружину, яку довгі роки вважав померлою, і вони вирішують повернутися до поселення усі разом. У цей момент на печеру драконів нападає Драго зі своєю армією вікінгів і драконів, а також ще одним, підконтрольним йому, Альфою. У важкій битві Чорний Альфа перемагає Білого Альфу Валки. Після його загибелі Чорний Альфа підпорядковує собі всіх драконів. Драго віддає наказ загипнотизованому Беззубику вбити Гикавку. Стоїк і Валка поспішають навперейми до Беззубика, щоб врятувати сина. Дракон бореться з гіпнозом, але все-таки вивергає вогонь і вражає Стоїка, який затулив собою Гикавку. Вождь гине, а Драго, осідлавши Беззубика, з новою армією драконів вирушає на захоплення Тупа. Гикавка, зі своєю матір'ю та друзями, ховають Стоїка за звичаєм вікінгів, підпалюючи човен з тілом стрілами.
Гикавка вирішує, що він повинен зупинити Драго і повернути Беззубика. Оскільки всі дорослі дракони полетіли за Чорним Альфою, вікінги використовують молодих драконів, які не потрапили під гіпноз, бо вони малі і неслухняні. Вони прилітають на Туп, де вже розпочав свій наступ Драго. Гикавці вдається вивести Беззубика з трансу і тоді Драго наказує Альфі вбити і Гикавку, і Беззубика. Після декількох безуспішних спроб Альфа влучає в Гикавку льодяним подихом, але Беззубик встигає прикрити друга і вони заморожуються у шматку льоду разом. Через кілька секунд лід освітлюється зсередини синім кольором і починає палати — Беззубик знаходить у собі нові сили і розтоплює його.
Звільнившись від льоду, Беззубик кидає виклик Альфі, отримує підтримку від драконів і разом вони перемагають: від їх шквального вогню ламається лівий бивень Альфи і він, визнавши поразку, тікає. Разом з ним зникає у воді і Драго. Дракони схилилися перед Безубиком, визнавши його новим ватажком. Туп вільний, а Гикавка стає новим лідером і починає відновлювати острів.

## Створення

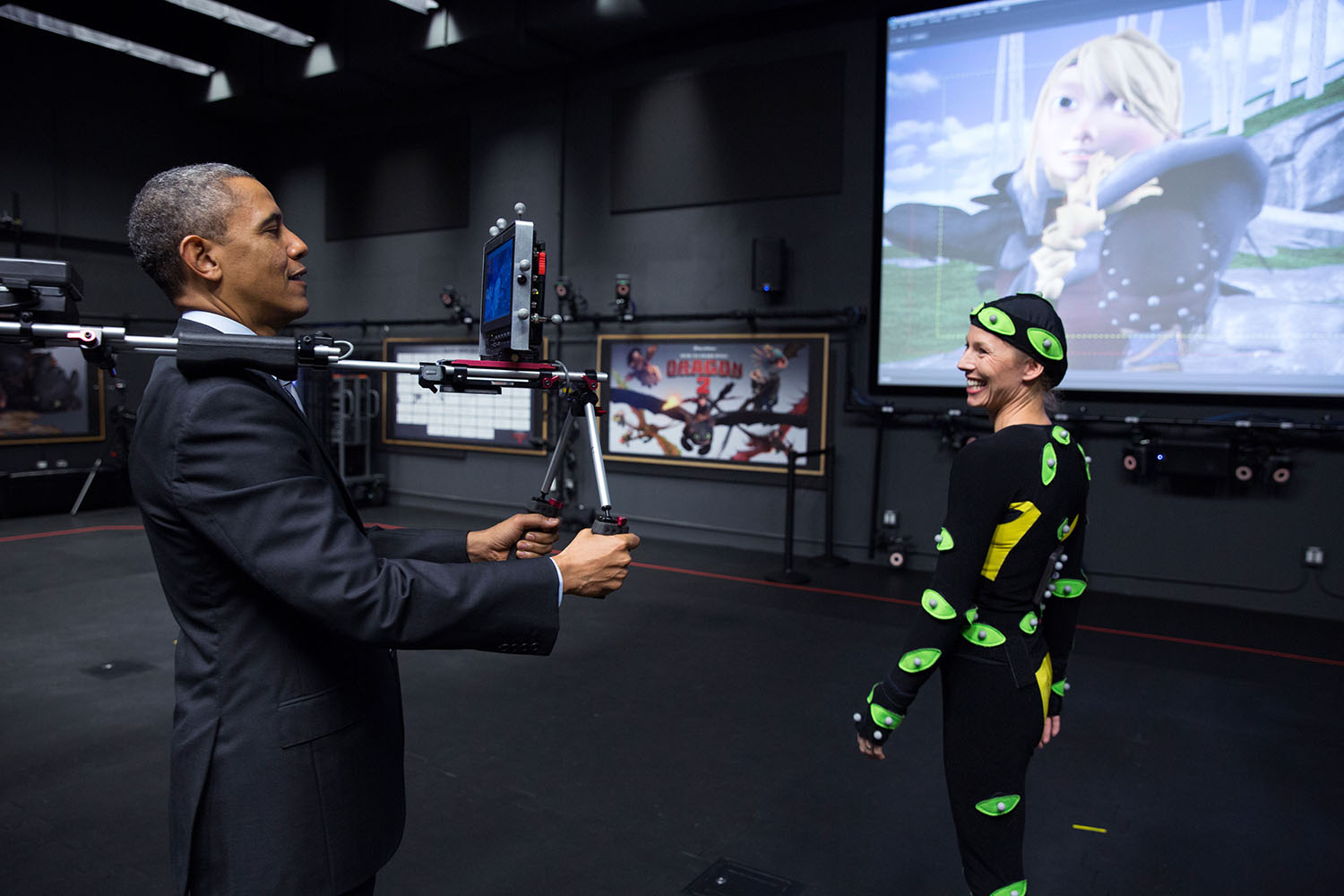
Барак Обама на зніманні фільму, з камерою захоплення руху, під час свого візиту до студії «DreamWorks» у 2013 році

«Як приборкати дракона 2» став першим фільмом «DreamWorks Animation», у якому було застосовано нову технологію, розроблену спільно з компанією «Hewlett-Packard», — «багатоядерну масштабовану обробку даних» (англ. scalable multi-core processing). Ця технологія, яку голова студії Джеффрі Катценберг називає «наступною революцією у створенні фільмів», дозволяє художникам працювати із складними комплексними зображеннями в режимі реального часу, що раніше було неможливим. Також, для знімання саме цього фільму, студією вперше було використано програмне забезпечення нового покоління для анімації («Primo») та світла («Torch»), яке дало можливість досягти більшої реалістичності та м'якості рухів і міміки персонажів.

## Актори озвучення
У другій частині фільму персонажів озвучують ті самі актори, що і в першій. Серед нових — Кейт Бланшетт і зірка телесеріалу «Гра престолів» Кіт Герінгтон, який озвучив Ерета.
| Оригінальне озвучення | Роль                  | Український дубляж   |
| --------------------- | --------------------- | -------------------- |
| Джей Барушель         | Гикавка               | Павло Скороходько    |
| Америка Феррера       | Астрід                | Анастасія Зіновенко  |
| Кейт Бланшетт         | Валка, мати Гикавки   | Лариса Руснак        |
| Джерард Батлер        | Стоїк, батько Гикавки | Михайло Жонін        |
| Крейг Фергюсон        | Патяк                 | Володимир Жогло      |
| Крістофер Мінц-Плассе | Рибоніг               | Артем Мартинішин     |
| Джона Гілл            | Шмаркляк              | Сергій Малюга        |
| Ті Джей Міллер        | Впертюх               | Дмитро Сова          |
| Крістен Віг           | Твердюх               | Аліна Прощенко       |
| Джимон Хонсу          | Драго Кровожер        | Борис Георгієвський  |
| Кіт Герінгтон         | Ерет                  | Станіслав Туловський |

## Музика
Музику до фільму створив той самий композитор, що і для першої частини — Джон Павелл. Також продовжив свою співпрацю і вокаліст групи «Sigur Rós» Йоун Тоур Бірґісон, написавши дві композиції.
| Список треків | Список треків                       | Список треків                                                                      | Список треків |
| #             | Назва                               | Автори / Виконавці                                                                 | Тривалість    |
| ------------- | ----------------------------------- | ---------------------------------------------------------------------------------- | ------------- |
| 1.            | «Dragon Racing»                     | Джон Павелл                                                                        | 4:34          |
| 2.            | «Together We Map the World»         | Джон Павелл                                                                        | 2:19          |
| 3.            | «Hiccup the Chief — Drago's Coming» | Джон Павелл                                                                        | 4:44          |
| 4.            | «Toothless Lost»                    | Джон Павелл                                                                        | 3:28          |
| 5.            | «Should I Know You?»                | Джон Павелл                                                                        | 1:56          |
| 6.            | «Valka's Dragon Sanctuary»          | Джон Павелл                                                                        | 3:19          |
| 7.            | «Losing Mom — Meet the Good Alpha»  | Джон Павелл                                                                        | 3:24          |
| 8.            | «Meet Drago»                        | Джон Павелл                                                                        | 4:26          |
| 9.            | «Stoick Finds Beauty»               | Джон Павелл                                                                        | 2:33          |
| 10.           | «Flying with Mother»                | Джон Павелл                                                                        | 2:49          |
| 11.           | «For the Dancing and the Dreaming»  | Джон Павелл, Йоун Тоур Бірґісон / Джерард Батлер, Крейг Фергюсон, Мері Джейн Веллс | 3:06          |
| 12.           | «Battle of the Bewilderbeast»       | Джон Павелл                                                                        | 6:26          |
| 13.           | «Hiccup Confronts Drago»            | Джон Павелл                                                                        | 4:06          |
| 14.           | «Stoick Saves Hiccup»               | Джон Павелл                                                                        | 2:23          |
| 15.           | «Stoick's Ship»                     | Джон Павелл                                                                        | 3:48          |
| 16.           | «Alpha Comes to Berk»               | Джон Павелл                                                                        | 2:20          |
| 17.           | «Toothless Found»                   | Джон Павелл                                                                        | 3:46          |
| 18.           | «Two New Alphas»                    | Джон Павелл                                                                        | 6:06          |
| 19.           | «Where No One Goes»                 | Джон Павелл, Йоун Тоур Бірґісон / Йоун Тоур Бірґісон                               | 2:44          |
| 60:07         |                                     |                                                                                    |               |

| Європейський бонус-трек | Європейський бонус-трек | Європейський бонус-трек | Європейський бонус-трек |
| #                       | Назва                   | Автори / Виконавці      | Тривалість              |
| ----------------------- | ----------------------- | ----------------------- | ----------------------- |
| 20.                     | «Into A Fantasy»        | Олександр Рибак         | 3:32                    |

## Нагороди та номінації
| Рік  | Нагорода                           | Категорія                                                                       | Номінант                                                                  | Результат |
| ---- | ---------------------------------- | ------------------------------------------------------------------------------- | ------------------------------------------------------------------------- | --------- |
| 2014 | Дитяча премія БАФТА                | Повнометражний фільм                                                            | Дін Деблуа, Бонні Арнольд                                                 | Номінація |
| 2014 | Дитяча премія БАФТА                | BAFTA Kids' Vote — Повнометражний фільм                                         | Дін Деблуа, Бонні Арнольд                                                 | Номінація |
| 2014 | Премія Golden Trailer Awards       | Найкращий анімаційний/ сімейний фільм                                           | 20th Century Fox, Aspect Ratio                                            | Номінація |
| 2014 | «Кінопремії Голлівуду»             | Анімаційний фільм року                                                          | Дін Деблуа                                                                | Перемога  |
| 2014 | Премія Teen Choice Awards          | Choice Movie: Анімація                                                          |                                                                           | Номінація |
| 2014 | Премія Teen Choice Awards          | Choice Animated Movie: Озвучування                                              | Кейт Бланшетт (за роль Валки)                                             | Номінація |
| 2014 | Міжнародний кінофестиваль у Сієтлі | Golden Space Needle Award: Найкращий фільм                                      | Дін Деблуа                                                                | 3 місце   |
| 2014 | Міжнародний кінофестиваль у Сієтлі | Нагорода молодіжного журі: Сімейний фільм                                       | Дін Деблуа                                                                | Номінація |
| 2014 | Премія «Супутник»                  | Найкращий анімаційний фільм                                                     | 20th Century Fox                                                          | Номінація |
| 2014 | Премія «Супутник»                  | Видатний молодіжний Blu-Ray/DVD-диск                                            | Fox Home Ent.                                                             | Перемога  |
| 2015 | Премія «Оскар»                     | Найкращий анімаційний повнометражний фільм                                      | Дін Деблуа, Бонні Арнольд                                                 | Номінація |
| 2015 | Премія «Золотий глобус»            | Найкращий анімаційний фільм                                                     |                                                                           | Перемога  |
| 2015 | Кінопремія «Вибір критиків»        | Найкращий анімаційний фільм                                                     |                                                                           | Номінація |
| 2015 | Премія «Вибір народу»              | Улюблений сімейний фільм                                                        |                                                                           | Номінація |
| 2015 | Премія «Енні»                      | Найкращий анімаційний фільм                                                     | DreamWorks Animation                                                      | Перемога  |
| 2015 | Премія «Енні»                      | Видатні досягнення у анімаційних ефектах анімаційного фільму                    | Джеймс Джексон, Лукас Янін, Тобін Джонс, Батіст Ван Опстал, Джейсон Майер | Номінація |
| 2015 | Премія «Енні»                      | Видатні досягнення у анімації персонажів у повнометражному виробництві          | Фабіо Лігніні                                                             | Перемога  |
| 2015 | Премія «Енні»                      | Видатні досягнення у анімації персонажів у повнометражному виробництві          | Стівен Горнбі                                                             | Номінація |
| 2015 | Премія «Енні»                      | Видатні досягнення у анімації персонажів у повнометражному виробництві          | Томас Граммт                                                              | Номінація |
| 2015 | Премія «Енні»                      | Видатні досягнення у режисурі анімаційного фільму                               | Дін Деблуа                                                                | Перемога  |
| 2015 | Премія «Енні»                      | Видатні досягнення у музиці анімаційного фільму                                 | Джон Павелл, Йоун Тоур Бірґісон                                           | Перемога  |
| 2015 | Премія «Енні»                      | Видатні досягнення у розкадровці анімаційного повнометражного фільму            | Чіонг Сон Май                                                             | Перемога  |
| 2015 | Премія «Енні»                      | Видатні досягнення сценариста у виробництві анімаційного повнометражного фільму | Дін Деблуа                                                                | Номінація |
| 2015 | Премія «Енні»                      | Видатні досягнення у монтажі у виробництві анімаційного повнометражного фільму  | Джон К. Карр                                                              | Перемога  |